# Équateur (province historique)
Pour les articles homonymes, voir Équateur.
1919–1963
1966–2015
Entités précédentes :
- District de l'Ubangi
- District des Bangalas
- District de l'Équateur

Entités suivantes :
- Équateur
- Nord-Ubangi
- Sud-Ubangi
- Mongala
- Tshuapa

L'Équateur (anciennement Coquilhatville de 1932 à 1947) était une province de la république démocratique du Congo.
La province est fondée en 1919, elle correspond au quart nord-ouest du Congo belge. De 1932 à 1947, elle est renommée Coquilhatville. Après l'indépendance la province est brièvement divisée en trois province le 5 février 1963 (Cuvette-Centrale, Moyen-Congo et Ubangi) avant d'être reformée en 1966.
En 2015, l'Équateur est divisé en cinq nouvelles provinces : Équateur, Nord-Ubangi, Sud-Ubangi, Mongala et Tshuapa.

## Géographie
La province de l'Équateur est située dans le nord-ouest du pays, et occupe une surface de 403.292 km² équivalent à 17,2 % du territoire national. Elle borde la province Orientale à l'est et au sud les provinces du Kasaï-Oriental, du Kasaï-Occidental et du Bandundu, et possède également des frontières avec la République du Congo à l'ouest, ainsi qu'avec la République centrafricaine au nord.
Le chef-lieu de la province est la ville de Mbandaka, située au confluent du fleuve Congo et des rivières Ruki et Ikelemba.

## Faune
Le 28 juin 2006, le Ministère congolais de l'Environnement, de la Conservation de la Nature, des Eaux et Forêts a annoncé, après 15 années d'études menées en association avec l'African Wildlife Foundation, la création de la réserve de faune de Lomako-Yokokala. Devant s'étendre sur une superficie de 3 625 kilomètres carrés à 200 kilomètres au nord-est de Mbandaka, elle contribue à porter de 8 à 15 % du territoire le total des zones destinées à la protection de la nature au Congo. La réserve aura pour mission principale de protéger les singes bonobos ainsi que d'autres espèces animales moins connues mais également endémiques telles que le pangolin géant, le chat d'or et le paon du Congo.